# Exocentrus dalbergianus
Exocentrus dalbergianus là một loài bọ cánh cứng trong họ Cerambycidae.